# Daboia
Daboia – rodzaj jadowitych węży z podrodziny żmij (Viperinae) w rodzinie żmijowatych (Viperidae).

## Zasięg występowania
Rodzaj obejmuje gatunki występujące od północnej Afryki (Libia, Tunezja, Algieria, Maroko i Sahara Zachodnia) do południowo-wschodniej Azji (Izrael, Jordania, Liban, Syria, Chiny, Pakistan, Indie, Sri Lanka, Nepal, Bhutan, Bangladesz, Mjanma, Tajlandia, Kambodża, Indonezja i Tajwan).

## Charakterystyka
Węże należące do rodzaju Daboia mają długość od 0,8 do 2 m, w większości są jadowite i niebezpieczne dla człowieka.

## Systematyka

### Etymologia
- Daboia: epitet gatunkowy Vipera daboya Daudin, 1803[2].
- Chersophis: gr. χερσος khersos „jałowa ziemia”[6]; οφις ophis, οφεως opheōs „wąż”[7]. Gatunek typowy: Vipera elegans Daudin, 1803 (= Coluber russelii Shaw & Nodder, 1797).

### Podział systematyczny
Do rodzaju należą następujące gatunki: 
- Daboia mauritanica – żmija północnoafrykańska[8]
- Daboia palaestinae – żmija palestyńska[9]
- Daboia russelii – żmija łańcuszkowa[8]
- Daboia siamensis